# Yang Geum-seok
Yang Geum-seok (en hangul 양금석; 22 de enero de 1961) es una actriz surcoreana.

## Filmografía

### Cine
| Año  | Título                      | Rol                    |
| ---- | --------------------------- | ---------------------- |
| 1986 | Love Song of a Hero         |                        |
| 1994 | In a Handful of Time        |                        |
| 1995 | Sunset Into the Neon Lights |                        |
| 2001 | My Sassy Girl               | tía de Gyeon-woo       |
| 2006 | A Millionaire's First Love  | (cameo)                |
| 2007 | My Tutor Friend 2           | madre de Lee Dong-wook |
| 2007 | Evil Twin                   | madre de So-yeon       |
| 2008 | Frivolous Wife              |                        |

### Serie de televisión
| Año        | Título                                    | Rol                           | Red  |
| ---------- | ----------------------------------------- | ----------------------------- | ---- |
| 1993       | Marriage                                  | Myung-hee                     | SBS  |
| 1995       | West Palace                               | Mrs. Kang                     | KBS2 |
| 1995       | Woman                                     | Miss Yoon                     | MBC  |
| 1997       | A Bluebird Has It                         | Madam Hwang                   | KBS2 |
| 1998       | The Barefooted Youth                      | Joo Ae-ran                    | KBS2 |
| 1998       | Purity                                    |                               |      |
| 1999       | Lost One's Way                            |                               |      |
| 1999       | I'm Still Loving You                      | Min Hyun-ja                   | MBC  |
| 2000       | She's the One                             | Jung Geum-rye                 | KBS2 |
| 2001       | Four Sisters                              | Kim Soon-young                | MBC  |
| 2001       | Like Father, Unlike Son                   | Kang                          | KBS2 |
| 2001       | Piano                                     | Kim In-soon                   | SBS  |
| 2002       | Man of the Sun, Lee Je-ma                 | Ms. Ahn                       | KBS2 |
| 2002       | Present                                   | Min Su-ryun                   | MBC  |
| 2003       | Hello! Balbari                            |                               | KBS2 |
| 2004       | Into the Storm                            | Song Ji-yeon                  | SBS  |
| 2004       | Traveling Women                           | Jin Pung-ok                   | SBS  |
| 2004       | My Lovely Family                          | Jo Young-sil                  | KBS1 |
| 2004       | Land                                      | Lady de Ham-an                | SBS  |
| 2005       | Sad Love Story                            | madre de Lee Gun-woo          | MBC  |
| 2005       | Hello My Teacher                          | Ji Young-ae                   | SBS  |
| 2005       | Loveholic                                 | Park Soo-jin                  | KBS2 |
| 2005       | Recipe of Love                            | Ms. Joo                       | MBC  |
| 2005       | Let's Go to the Beach                     | SBS                           |      |
| 2005       | Tears of Diamond                          | Madam Moon                    | SBS  |
| 2006       | Dae Jo Yeong                              | Wu Zetian                     | KBS1 |
| 2006       | Cloud Stairs                              | madre de Yoon Jung-won        | KBS2 |
| 2006       | Lovers                                    | Jung Yang-geum                | SBS  |
| 2006       | Here Comes Ajumma                         |                               | KBS2 |
| 2007       | Hometown Over the Hill                    | Choi Myung-hwi                | KBS1 |
| 2007       | Thirty Thousand Miles in Search of My Son | Lee Nan-hee                   | SBS  |
| 2008       | You Are My Destiny                        | Seo Min-jung                  | KBS1 |
| 2010       | My Country Calls                          | Lee Soo-ja                    | KBS2 |
| 2012       | Twelve Men in a Year                      | Oh Yeon-soon                  | tvN  |
| 2012       | Glass Mask                                | Jung Hye-ran                  | tvN  |
| 2013       | A Tale of Two Sisters                     | Lee Mi-sook                   | KBS1 |
| 2012, 2014 | God's Quiz - Season 3, 4                  | Jang Hae-won (episodios10-12) | OCN  |
| 2014       | Fated to Love You                         | madre de Kang Se-ra           | MBC  |
| 2015       | Eve's Love                                | Hong Jung-ok                  | MBC  |
| 2018       | Nice Witch                                | Lee Moon-sook                 | SBS  |